# Aelita
Aelita (Russisch: Аэлита) is een stomme zwart-witfilm uit 1924 van de Russische regisseur Jakov Protazanov uit de toenmalige Sovjet-Unie, naar een novelle van Aleksej Nikolajevitsj Tolstoj (1883-1945).

## Verhaal
Een detective reist samen met een uitvinder en een soldaat naar Mars. Hier ontmoeten ze Aelita, de koningin van Mars.

## Rolverdeling
| Acteur                | Personage               | Rolbeschrijving            |
| --------------------- | ----------------------- | -------------------------- |
| Joelija Solntseva     | Aelita                  | Koningin van Mars          |
| Igor Ilyinsky         | Kravtsov                | amateur-speurder           |
| Nikolai Tseretelli    | Los / Evgeni Spiridonov | Ingenieur                  |
| Nikolay Batalov       | Gusev                   | Soldaat van het Rode Leger |
| Vera Orlova           | Nurse Masha             | Gusev's vrouw              |
| Valentina Kuindzhi    | Natasha                 | Los' vrouw                 |
| Pavel Pol             | Viktor Erlich           |                            |
| Konstantin Eggert     | Tuskub                  | Leider van Mars            |
| Yuri Zavadsky         | Gol                     | Torenwachter               |
| Aleksandra Peregonets | Ikhoshka                | Aelita's meid              |
| Sofya Levitina        | President commissie     |                            |